# 苫小牧軽便鉄道B1形蒸気機関車
B1形は、苫小牧軽便鉄道（現在の北海道旅客鉄道日高本線の一部）に在籍した、特殊狭軌線用テンダ式蒸気機関車である。

## 概要
苫小牧軽便鉄道が開業時に用意した機関車で、公式には1906年（明治39年）に5両がアメリカのH. K. ポーターで製造されたことになっているが、実際には、2期に分かれており、3両が1906年10月製の製造番号3636 - 3638、2両が1908年3月製の製造番号4117, 4118である。苫小牧軽便鉄道では、1 - 5と称したが、1927年（昭和2年）8月1日の国有化にともない鉄道省籍となり、ケ500形（ケ500 - ケ504）と改番された。
これらの機関車は、1913年（大正2年）10月1日の苫小牧軽便鉄道一般運輸営業開始にともなって、王子製紙専用鉄道（浜線）から移籍したものである。この時代の付番順序には諸説あるが、臼井茂信は、1906年製を1 - 3、1908年製を4, 5としている。4, 5は王子製紙の所有であったが、1 - 3は王子製紙の親会社である三井物産の所有であった。形式はB1形である。
形態は、飽和式2気筒単式の車軸配置0-6-0(C)形10トン級機関車で、炭水車は二軸である。砂箱がボイラーに蒸気ドームが火室上に設置されており、蒸気ドームは運転室内に収まっている。メーカーでの規格番号はC-4Tである。
1922年（大正11年）に、佐瑠太で接続する沙流軌道（後の沙流鉄道）が開業すると、苫小牧軽便鉄道が専用車両をもたない同線の運営委託を受けたのにともない、同線でも運用された。また、1924年に開業した日高拓殖鉄道でも、同社の準同形機関車（後の鉄道省ケ510形）と混用され、同線と直通運転を行っていた。
日高線からは、改軌工事の進行にともない退いていったが、最初の廃車はケ503で1930年（昭和5年）7月、ケ501が1931年（昭和6年）2月で、いずれも沙流軌道に譲渡された。残りの3両の廃車は1931年12月であった。沙流軌道では、鉄道省時代の番号のまま1951年の廃止まで使用された。

## 主要諸元
- 全長：9,392mm
- 全高：2,937mm
- 軌間：762mm
- 車軸配置：0-6-0(C)
- 動輪直径：711mm
- 弁装置：スチーブンソン式アメリカ形
- シリンダー（直径×行程）：203mm×356mm
- ボイラー圧力：9.8kg/cm2
- 火格子面積：0.54m2
- 全伝熱面積：21.2m2
- 機関車運転整備重量：8.91t
- 炭水車整備重量：4.9t
- 水タンク容量：2.72m3
- 燃料積載量：0.88t
- 機関車性能
  - シリンダ引張力（0.85P）：1,720kg
- ブレーキ方式：手ブレーキ